# Antonio Candida Gonzaga
Antonio Candida Gonzaga (Barletta, 1814 – 1874) è stato un nobile e funzionario italiano.

## Biografia

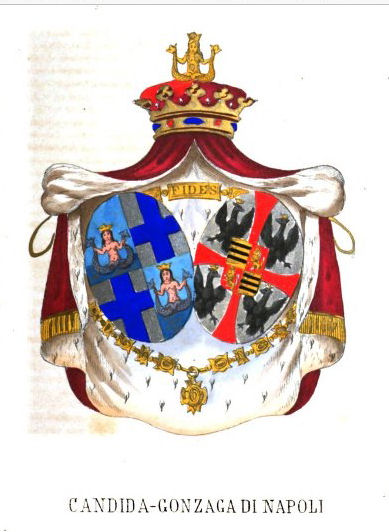
Stemma della famiglia Candida-Gonzaga

Era figlio di Berardo Candida (1790-?), della nobile famiglia Candida. Nel 1836 ottenne l'onorificenza di Cavaliere d'Onore e Devozione del Sovrano Militare Ordine di Malta. Laureatosi in giurisprudenza, prestò la sua opera di assistenza durante il colera che colpì Napoli. Venne nominato dalla Santa Sede coadiutore del consolato di Napoli ed eletto ciambellano del duca Carlo II di Borbone. Perito nella pubblica amministrazione, in diversi anni ottenne le sotto intendenze di Nicastro, Gallipoli e Sulmona, nonché il segretariato generale di Bari.
Nel 1832 ottenne dal marchese di Vescovato Francesco Luigi Gonzaga (1763-1832), ultimo signore titolare di Vescovato, di aggiungere al proprio cognome quello della nobile casata dei Gonzaga. Restaurò a proprie spese la cappella di famiglia nella chiesa dello Spirito Santo di Napoli. Coltivò gli studi sulla numismatica e l'archeologia. Morì nel 1874.

## Discendenza
Sposò nel 1840 Camilla Mattei, dalla quale ebbe:
- Berardo (1845-1920), nobile, storico, genealogista ed erudito, che sposò Maria Masala, figlia del marchese di Trentola;
- Carlo, ufficiale di cavalleria;
- Diego Edoardo;
- Elena;
- Aloisia, la quale sposò il barone Francesco Saverio De Ferrante;
- Elvira.